# Rangpur (zila)
Rangpur (en bengalí: রংপুর) es un zila o distrito de Bangladés que forma parte de la división de Rangpur.
Comprende 8 upazilas en una superficie territorial de 2300 km² : Badarganj, Gangachhara, Kaunia, Rangpur, Mithapukur, Pirgachha, Pirganj y Taraganj.
La capital es la ciudad de Rangpur.

## Upazilas con población en marzo de 2011[2]
- Badarganj 287,746
- Gangachara 297,869
- Kaunia 227,805
- Mithapukur 508,133
- Pirgachha 313,319
- Pirganj 385,499
- Rangpur Sadar 718,203
- Taraganj 142,512

## Demografía
Según estimación 2010 contaba con una población total de 3.043.621 habitantes.